# تشيلسر (دشتياري)
تشيلسر (بالفارسية: چیلسر) هي قرية تقع في دشتياري في إيران. يقدر عدد سكانها بـ 241 نسمة بحسب إحصاء 2016.